# パン (ドラゴンボール)
パンは、鳥山明の漫画『ドラゴンボール』、およびそれを原作としたアニメ『ドラゴンボールZ』『ドラゴンボールGT』『ドラゴンボール改』『ドラゴンボール超』に登場する架空のキャラクター。アニメ版の声優は皆口裕子。『ドラゴンボール改』では皆口が留学中で収録に参加できなかったため、柿沼紫乃が代役を務めた。
初登場は原作では其之五百十八「そして10年後」、アニメは『ドラゴンボールZ』第289話「悟空おじいちゃん! 私がパンよ!!」。

## 人物像
孫悟飯とビーデルの長女。容姿、性格共に母親のビーデルに似ているが、目の色は悟飯と同じく黒。孫悟空、チチ、ミスター・サタンにとっては孫娘であり、サイヤ人と地球人のクオーター。一人称は「わたし」。
格闘技においてはセンス・実力共に長けており、4歳の時点で天下一武道会に参加。本戦まで進出し、1回戦では猛血虎をあっさりと破っている。悟空いわく「今、うちで一番根性がある」。原作最終話後、どこまで勝ち進んだかは不明。アニメでは大会が中止になり（アニメ版では、ウーブと共に修行の旅に出る悟空と別れ惜しみながら駄々を捏ねていた）、その後に叔父の孫悟天と戦い勝利している。
作中では描写が無いので、生まれたときの尻尾の有無は不明。祖父の悟空が心臓病で他界した世界では、悟飯がビーデルと出会うことなく死んでいったために誕生していない。
名前の由来は「パン」からであり、「ご飯（悟飯）」の子という理由によるもの。

### 『神と神』以降
劇場版第18作『ドラゴンボールZ 神と神』では、まだ産まれる前で直接の登場はしないが、母であるビーデルの胎内から悟空の超サイヤ人ゴッド化に協力している。また、第19作『ドラゴンボールZ 復活の「F」』では、1歳くらいで揺り篭の中で寝ていた。
『ドラゴンボール超』第43話では、赤ん坊の身でサイヤ人のパワーを発揮し、宇宙に飛ばされたピラフ一味を助けている。ピッコロによく懐き、エピローグでは悟空を「じいじ」と呼んでいた。
劇場版第21作『ドラゴンボール超 スーパーヒーロー』では3歳になり、幼稚園に通っている。父・悟飯の師匠でもあるピッコロのもとで武術の修行を始め、彼からも可能性を高く評価されている。この時点で舞空術は使えなくなっているが、終盤に習得する。
漫画版で描かれた『スーパーヒーロー』の後日談では、ビルス星に修行に行ってばかりだった祖父の悟空が誰だか分からないような反応をしており、最初は彼を訝しんで不意打ちを仕掛けた。しかしそれを軽く防がれると懐くようになる。

### ドラゴンボールGT
武術は嗜んでいるが、武術よりも男の子と仲良くなりたいと考えている。悟空がウーブとの修行の旅で不在だった頃は、ボーイフレンド募集中をアピールするも、その強さに毎回相手がたじろいでしまい、いつもフラれていた。パンをおしとやかだと思っていたポペルから誘われデートをしていたときも、武装した銀行強盗を一人で全員倒したために怖がって逃げ去られた。また、たまにサタンが開いている道場に足を運んでは、憂さ晴らしに道場生をのしていた。舞空術と祖父譲りのかめはめ波を会得しており戦闘能力も高いが、作中で超サイヤ人に覚醒することは無かった。
第2話で許可無しに宇宙船に乗り込み、悟空、トランクスと共に究極のドラゴンボール集めの旅に出るはずだった悟天を置き去りにし、同乗した悟空とトランクスを驚かせた。常に背負っているリュックには初めて天下一武道会に出場した時に着た道着とみんなで海水浴に行ったときの写真が入っており、これらが悟空を超サイヤ人4に覚醒させるきっかけとなるなど、仲間たちを振り回しながらも、奥底では大切に思っている部分が垣間見える。旅の途中で出会ったロボット・ギルを当初は邪険にしていたが、灼熱の惑星ルーデゼにてアリジゴクモドキに食べられそうになった時、ギルに救われたことにより仲良くなる。また、第31話で地球に帰還した際、ベジータベビーに破壊された無残な姿のギルを目の当たりにした時は涙を流していた。両親や祖母、叔父がツフル人化し、あげくの果てには祖父の悟空やギルもベビーに殺されるという絶望的な状況下に一度は望みを失いかけるが、サタンやミスター・ブウの励ましで最後まで諦めない強さを身につけるなど戦いの中で成長していった。
作中で開催された天下一武道会では母方の祖父であるミスター・サタンの後継者にされそうになるが、ダサい格好が嫌だという理由から仮病で試合を棄権した。邪悪龍編では、悟空と2人でドラゴンボール探しの旅に出る。悟空と一星龍の最終決戦を最後まで見届けた後、ベジータに祖父の形見である道着をとっておくよう言われ道着を回収して廃墟を去る。
100年後にあたるエイジ889頃には110歳となっており、孫悟空と同姓同名の子孫である孫悟空Jr.の高祖母となって一緒に暮らしながら悟空Jr.に修行をつけるなど元気に暮らしているが、一時は病に倒れる。子供たちが喧嘩をしている現場に居合わせた時には止めるのではなく、「喧嘩なら素手でやれ」と叱り飛ばしている。パックたちからも「パンばあちゃん」と呼ばれ、「ちょっと怖いけど良い人」と実の祖母のように慕われている。またブルマに似た風貌のカプセルコーポレーション女社長や、その子供であるベジータJr.とは面識が無く、天下一武道会で初対面する。
原点回帰という作品の方向性が決まった際、悟空と共に宇宙へ旅立つメンバーとして初期のブルマにあたるキャラクターを一緒に旅させたいということから、初期ブルマを思わせるキャラクターとして選ばれ、悟空とサタンの孫という印象深い設定を活かそうという発想もあって、当初からメンバーとして、すんなり決定していた。原作や『ドラゴンボールZ』の幼かった頃からは性格も変化しており、作中では14歳年上のトランクスを常に呼び捨てにしていたほか、我の強さや自己中心的な面などが強調されていたが、性格付けを考える際にもスタッフの中に少しブルマを意識したところがあって、気が強く並外れた行動力がある、あのような性格に固まっていった。
行くなと言っても行ってしまうキャラであるためトラブルの元を作りやすく、ヒーローがヒロインを救う物語は子供にとっては安心感があるという理由から、第11話でパンが人形にされるエピソードで、強いが敵にやられてしまい悟空に助けられるという、悟空をヒーローにするためのヒロインとして、パンが事件の発端を作り悟空が解決するという図式ができた。作中でパンが超サイヤ人にならなかったのは、その図式が崩れてしまうからである。
声を担当した皆口は母親のビーデルも演じているため界王役・ナレーターの八奈見乗児から「裕子ちゃんの1人2役が楽しみ」と言われ、悟空、悟飯、悟天の三役を演じている野沢雅子を見て「私もやらねば!」と気合を入れたという。また、孫悟空Jr.が登場する未来の話で老婆になったパンを演じ分けた。

### 年表
- エイジ779 - 誕生[9]。
- エイジ784 5月7日[9] - 第28回天下一武道会に参加。
- エイジ789頃 - 悟空、トランクスと宇宙へドラゴンボール探しの旅に出る[10]。

## パンの技
舞空術（ぶくうじゅつ）
全身の気をコントロールしながら放出することによって、空中を飛行する技。元々は鶴仙流独自の技だが、その後ほとんどの戦士が体得している。
4歳の初登場時点で、すでに地球を一周（所要時間は不明）できるほどのレベルに達している。
『ドラゴンボール超』では赤ん坊の時から使用している。
かめはめ波
元々は亀仙人が開発した技。
乙女バースト
全身から放った気で周囲の敵を吹き飛ばす技。惑星M2にて大勢のマシンミュータントに取り囲まれた際に使用した。
乙女ブラスト
両手に気を纏い、ファイナルフラッシュと似たモーションで気弾を放つ技。『ドラゴンボール FINAL BOUT』では、ツインエネルギーボールという名称になっている。
ローリングサタンパンチ、ダイナマイトキック
元々は祖父サタンの技。『ドラゴンボール ゼノバース』シリーズにて使用。

## ゲームでの登場
ゲームでの初登場はPlayStation用ソフト『ドラゴンボール FINAL BOUT』。
PlayStation 2ソフト『ドラゴンボールZ』シリーズでは、3作目の『ドラゴンボールZ3』にガイド役として登場。4作目にあたる『ドラゴンボールZ インフィニットワールド』から使用キャラクターとして登場。
PlayStation 2専用『ドラゴンボールZ Sparking!』シリーズでは続編の『Sparking!NEO』から登場。3作目の『Sparking!METEOR』では悟空に代わりベビーを倒せるIfストーリーが存在する。グレートサイヤマンに変身した悟飯やビーデルと対戦すると、「ちょっと! 恥ずかしいからやめてよ!!」や「少しは歳のことも考えてよ」と発言するなど、グレートサイヤマンの服装をサタンの道着と同様に嫌悪している。
PlayStation 3、PlayStation 4、Xbox 360、Xbox One、PC版、5種ハードでマルチ展開された『ドラゴンボール　ゼノバース』にも登場する。GT編のDLCを解放することでゲーム内に『GT』のキャラクターの一人として参戦する。

## 補足
鳥山明原作の漫画『ネコマジンZ』に1コマだけゲスト出演しており、悟空と同じ亀仙流の道着を着たウーブや叔父の悟天ら家族と共に、原作最終話より成長した姿で登場。

## 孫家の家系図
| バーダック | バーダック | バーダック | バーダック | バーダック | バーダック |            |            | ギネ       | ギネ       | ギネ | ギネ | ギネ | ギネ |  |  | 孫悟飯 （育ての親）   | 孫悟飯 （育ての親）   | 孫悟飯 （育ての親）   | 孫悟飯 （育ての親）   | 孫悟飯 （育ての親）   | 孫悟飯 （育ての親）   |  |  | 牛魔王 | 牛魔王 | 牛魔王 | 牛魔王 | 牛魔王 | 牛魔王 |  |  | ミスター・サタン | ミスター・サタン | ミスター・サタン | ミスター・サタン | ミスター・サタン | ミスター・サタン |          |          | ミゲル   | ミゲル   | ミゲル | ミゲル | ミゲル | ミゲル |  |  |  |  |
| バーダック | バーダック | バーダック | バーダック | バーダック | バーダック |            |            | ギネ       | ギネ       | ギネ | ギネ | ギネ | ギネ |  |  | 孫悟飯 （育ての親）   | 孫悟飯 （育ての親）   | 孫悟飯 （育ての親）   | 孫悟飯 （育ての親）   | 孫悟飯 （育ての親）   | 孫悟飯 （育ての親）   |  |  | 牛魔王 | 牛魔王 | 牛魔王 | 牛魔王 | 牛魔王 | 牛魔王 |  |  | ミスター・サタン | ミスター・サタン | ミスター・サタン | ミスター・サタン | ミスター・サタン | ミスター・サタン |          |          | ミゲル   | ミゲル   | ミゲル | ミゲル | ミゲル | ミゲル |  |  |  |  |
|            |            |            |            |            |            |            |            |            |            |      |      |      |      |  |  |                       |                       |                       |                       |                       |                       |  |  |        |        |        |        |        |        |  |  |                  |                  |                  |                  |                  |                  |          |          |          |          |        |        |        |        |  |  |  |  |
|            |            |            |            |            |            |            |            |            |            |      |      |      |      |  |  |                       |                       |                       |                       |                       |                       |  |  |        |        |        |        |        |        |  |  |                  |                  |                  |                  |                  |                  |          |          |          |          |        |        |        |        |  |  |  |  |
|            |            |            |            | ラディッツ | ラディッツ | ラディッツ | ラディッツ | ラディッツ | ラディッツ |      |      |      |      |  |  | 孫悟空 （カカロット） | 孫悟空 （カカロット） | 孫悟空 （カカロット） | 孫悟空 （カカロット） | 孫悟空 （カカロット） | 孫悟空 （カカロット） |  |  | チチ   | チチ   | チチ   | チチ   | チチ   | チチ   |  |  |                  |                  |                  |                  |                  |                  |          |          |          |          |        |        |        |        |  |  |  |  |
|            |            |            |            | ラディッツ | ラディッツ | ラディッツ | ラディッツ | ラディッツ | ラディッツ |      |      |      |      |  |  | 孫悟空 （カカロット） | 孫悟空 （カカロット） | 孫悟空 （カカロット） | 孫悟空 （カカロット） | 孫悟空 （カカロット） | 孫悟空 （カカロット） |  |  | チチ   | チチ   | チチ   | チチ   | チチ   | チチ   |  |  |                  |                  |                  |                  |                  |                  |          |          |          |          |        |        |        |        |  |  |  |  |
|            |            |            |            |            |            |            |            |            |            |      |      |      |      |  |  |                       |                       |                       |                       |                       |                       |  |  |        |        |        |        |        |        |  |  |                  |                  |                  |                  |                  |                  |          |          |          |          |        |        |        |        |  |  |  |  |
|            |            |            |            |            |            |            |            |            |            |      |      |      |      |  |  | 孫悟飯                | 孫悟飯                | 孫悟飯                | 孫悟飯                | 孫悟飯                | 孫悟飯                |  |  | 孫悟天 | 孫悟天 | 孫悟天 | 孫悟天 | 孫悟天 | 孫悟天 |  |  |                  |                  |                  |                  | ビーデル         | ビーデル         | ビーデル | ビーデル | ビーデル | ビーデル |        |        |        |        |  |  |  |  |
|            |            |            |            |            |            |            |            |            |            |      |      |      |      |  |  | 孫悟飯                | 孫悟飯                | 孫悟飯                | 孫悟飯                | 孫悟飯                | 孫悟飯                |  |  | 孫悟天 | 孫悟天 | 孫悟天 | 孫悟天 | 孫悟天 | 孫悟天 |  |  |                  |                  |                  |                  | ビーデル         | ビーデル         | ビーデル | ビーデル | ビーデル | ビーデル |        |        |        |        |  |  |  |  |
|            |            |            |            |            |            |            |            |            |            |      |      |      |      |  |  |                       |                       |                       |                       |                       |                       |  |  |        |        |        |        |        |        |  |  |                  |                  |                  |                  |                  |                  |          |          |          |          |        |        |        |        |  |  |  |  |
|            |            |            |            |            |            |            |            |            |            |      |      |      |      |  |  |                       |                       |                       |                       |                       |                       |  |  |        |        |        |        |        |        |  |  |                  |                  |                  |                  |                  |                  |          |          |          |          |        |        |        |        |  |  |  |  |
|            |            |            |            |            |            |            |            |            |            |      |      |      |      |  |  |                       |                       |                       |                       | パン                  |                       |  |  |        |        |        |        |        |        |  |  |                  |                  |                  |                  |                  |                  |          |          |          |          |        |        |        |        |  |  |  |  |
|            |            |            |            |            |            |            |            |            |            |      |      |      |      |  |  |                       |                       |                       |                       |                       |                       |  |  |        |        |        |        |        |        |  |  |                  |                  |                  |                  |                  |                  |          |          |          |          |        |        |        |        |  |  |  |  |
|            |            |            |            |            |            |            |            |            |            |      |      |      |      |  |  |                       |                       |                       |                       | 3代不明               |                       |  |  |        |        |        |        |        |        |  |  |                  |                  |                  |                  |                  |                  |          |          |          |          |        |        |        |        |  |  |  |  |
|            |            |            |            |            |            |            |            |            |            |      |      |      |      |  |  |                       |                       |                       |                       |                       |                       |  |  |        |        |        |        |        |        |  |  |                  |                  |                  |                  |                  |                  |          |          |          |          |        |        |        |        |  |  |  |  |
|            |            |            |            |            |            |            |            |            |            |      |      |      |      |  |  |                       |                       |                       |                       | 孫悟空Jr.             |                       |  |  |        |        |        |        |        |        |  |  |                  |                  |                  |                  |                  |                  |          |          |          |          |        |        |        |        |  |  |  |  |